# Недруги
«Недруги» (англ. Hostiles) — американский приключенческий драматический вестерн режиссёра Скотта Купера, поставленный по мотивам рукописи сценариста Дональда Стюарта. В главных ролях Кристиан Бэйл, Розамунд Пайк, Уэс Стьюди, Бен Фостер, Стивен Лэнг и другие. Премьера фильма состоялась на кинофестивале в Тельюрайде 2 сентября 2017 года. В России фильм вышел в прокат 15 февраля 2018 года.

## Сюжет
После долгих лет войны легендарный капитан армии Джозеф Блокер дышал злобой на всех краснокожих. В каждом из них он видел врага. В 1892 году, на исходе войны, Блокер получает приказ доставить на родину в Монтану умирающего вождя шайеннов, известного как Жёлтый Ястреб, и его семью. По пути из армейского форпоста в поселение индейцев к отряду капитана пристаёт обезумевшая от горя Розали Куэйд, на глазах которой команчи убили её мужа и трёх детей. Все вместе они идут по земле, где обитают враждебные племена и беглые преступники. Там за каждым углом ожидает смертельная опасность. Недруги в прошлом, военные и шайенны должны научиться доверять друг другу и объединить усилия для того, чтобы выжить в этом опасном путешествии.

## В ролях
| Актёр               | Роль                       |
| ------------------- | -------------------------- |
| Кристиан Бейл       | капитан Джозеф Блокер      |
| Розамунд Пайк       | Розали Куэйд               |
| Уэс Стьюди          | Жёлтый Ястреб              |
| Бен Фостер          | сержант Филипп Уиллс       |
| Стивен Лэнг         | полковник Абрахам Биггс    |
| Рори Кокрейн        | сержант Томас Метз         |
| Джесси Племонс      | лейтенант Руди Киддер      |
| Тимоти Шаламе       | Филипп Дежарден            |
| Джонатан Мэйджорс   | капрал Генри Вудсон        |
| Адам Бич            | Чёрный Ястреб              |
| К’Орианка Килчер    | Женщина-Олень              |
| Пол Андерсон        | капрал Томми Томас         |
| Райан Бингем        | сержант Пол Маллой         |
| Питер Маллан        | подполковник Росс Маккоуэн |
| Робин Малкольм      | Мини Маккоуэн              |
| Скотт Уилсон        | Сайрус Лаунд               |
| Билл Кэмп           | Джереми Уилкс              |
| Джон Бенжамин Хикки | капитан Ройс Толан         |
| Скотт Шеперд        | Уэсли Куэйд                |

## Производство

### Разработка
В феврале 2016 года стало известно, что Скотт Купер станет режиссёром вестерна «Недруги», главную роль в котором исполнит Кристиан Бэйл. В марте было объявлено, что главную женскую роль сыграет Розамунд Пайк. В апреле к актёрскому составу присоединился Джесси Племонс. В июне стало известно, что основные роли индейцев из племени шайеннов сыграют Уэс Стьюди и Адам Бич. В июле к актёрскому составу фильма также присоединились Тимоти Шаламе и Бен Фостер.

### Съёмки
Съёмки фильма проходили с июля по сентябрь 2016 года в Санта-Фе, Нью-Мексико, в Пагоса-Спрингс, Колорадо и в Аризоне.

### Маркетинг
Первый трейлер к фильму вышел 5 сентября 2017 года.

## Критика
Фильм «Недруги» получил положительные отзывы критиков. На сайте Rotten Tomatoes рейтинг составляет 71%, основываясь на 200 рецензиях со средним баллом 6,8 из 10. На сайте Metacritic фильм имеет оценку 65 из 100 на основе 41 рецензии критиков, что соответствует статусу «в целом положительные отзывы».

## Награды и номинации
- 2018 — две номинации на премию «Сатурн»: лучший приключенческий фильм, боевик или триллер, лучшая женская роль (Розамунд Пайк)